# Hungerbach (Jossa)
Der Hungerbach ist ein etwa einen halben Kilometer langer, nur periodisch Wasser führender und rechter Zufluss der Jossa im Spessart, der im südhessischen Main-Kinzig-Kreis verläuft.

## Geographie

### Verlauf

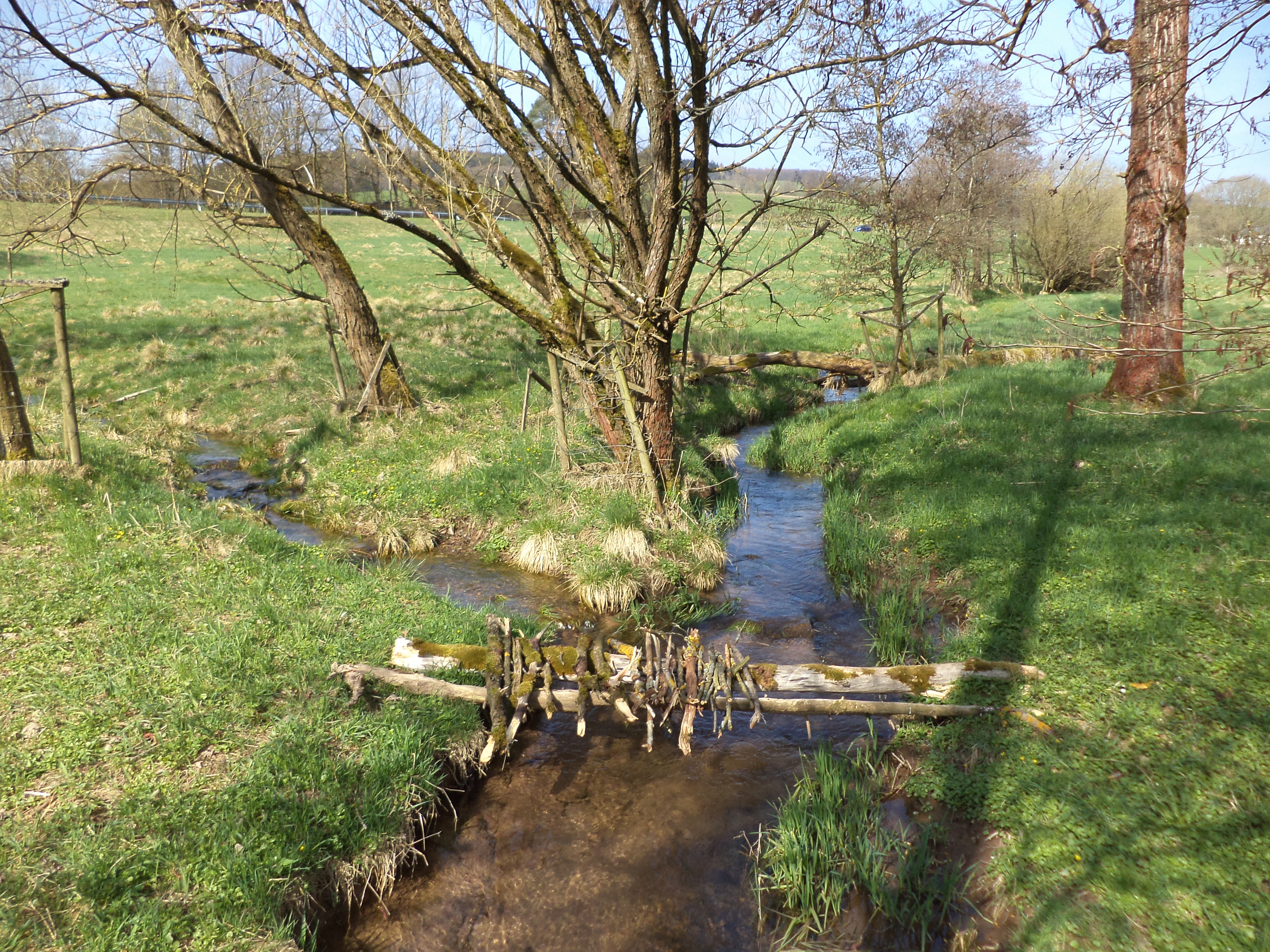
Der Hungerbach (links) mündet in die Jossa

Der Hungerbach entspringt auf einer Höhe von etwa 410 m ü. NHN am Rande eines Mischwaldes südlich von Lettgenbrunn.
Er fließt in nordöstlicher Richtung vorbei am Naturpark-Wanderparkplatz „Hungerbach“ und mündet schließlich auf einer Höhe von ungefähr 395 m ü. NHN  südöstlich des Ortes von rechts in die erst 1,5 km lange Jossa.
Sein etwa 0,5 km langer Lauf endet ungefähr 15 Höhenmeter unterhalb seiner Quelle, er hat somit ein mittleres Sohlgefälle von 30 ‰.

### Flusssystem Sinn
- Liste der Fließgewässer im Flusssystem Sinn